# Tout compte fait (récit)
Pour les articles homonymes, voir Tout compte fait.
Tout compte fait est un récit autobiographique de Simone de Beauvoir publié le 7 septembre 1972 aux éditions Gallimard. Il s'agit de l'avant-dernier volume des Mémoires de la romancière française.

## Édition
- Tout compte fait, éditions Gallimard, 1972,  (ISBN 2070283151).